# Gypona montana
Gypona montana är en insektsart som beskrevs av Caldwell 1952 . Gypona montana ingår i släktet Gypona och familjen dvärgstritar. Inga underarter finns listade i Catalogue of Life.